# 253 a.C.
Il 253 a.C. (CCLIII a.C. in numeri romani) è un anno  del III secolo a.C.

## Eventi
- A Roma sono eletti consoli Gneo Servilio Cepione e Gaio Sempronio Bleso (I)

## Nati
- Filopemene, militare greco antico († 183 a.C.)

## Morti
- Lucio Postumio Megello, politico e generale romano